# Lennart Josephson
Lennart Hjalmar Josephson, född 8 december 1908 i Stockholm, död 17 september 1987 i Hedvig Eleonora församling i Stockholm, var en svensk litteraturhistoriker och författare.
Hans föräldrar var grosshandlaren Hjalmar Josephson och Emmy Fränckel. Genom akademiska studier vid Uppsala universitet blev han filosofie licentiat 1939 och filosofie doktor 1942. Josephson var docent i litteraturhistoria i Uppsala från 1949. Han var anställd vid Bonniers konversationslexikon 1943 och Nordiska Uppslagsböcker 1943–1947. Han var teater- och litteraturkritiker för Sydsvenskan från 1944 och redaktör för Ord&Bild 1951–1957. Han gav ut böcker om bland andra Kellgren, Bengt Lidner och Hamlet. Han skrev artiklar i olika tidningar som Upsala Nya Tidning 1931–1936 och Aftontidningen 1942–1944. Han medverkade med uppsatser i litteraturvetenskapliga tidskrifterna Samlaren och Edda samt gjorde översättningar och omarbetningar av Francis Bulls Världslitteraturens historia (1948 och 1962).
Lennart Josephson var gift första gången 1937–1947 med Ingrid Österling (1917–1992), dotter till författaren Anders Österling och Greta Sjögren samt omgift Möller. Han gifte sig andra gången 1947 med medicine kandidat Ingrid Broberg (1909–2003), dotter till grosshandlare August Broberg och Göta, ogift Ringius, samt tidigare gift med Folke Knutsson. Han hade barnen Marie (född 1938), Eva (född 1939), Mikael (född 1944), Ulrika (född 1948) och Staffan Josephson (född 1949), som blev professor.
Lennart Josephson är gravsatt i minneslunden på Galärvarvskyrkogården i Stockholm.